# Bill (futebolista)
Oswaldo Faria, mais conhecido como Bill (Araguari, 3 de abril de 1953 — Aparecida de Goiânia, 22 de setembro de 2002) foi um ex-futebolista brasileiro. Jogava na posição de centroavante e se consagrou no futebol goiano e mexicano.

## Títulos
Vasco da Gama
- Campeonato Brasileiro: 1974

Goiânia
- 1º Turno do Campeonato Goiano: 1975, 1976
- 2º Turno do Campeonato Goiano: 1977

Goiás
- Campeonato Goiano: 1983
- 1º Fase do Campeonato Goiano: 1983
- 2º Fase do Campeonato Goiano: 1983

Vila Nova
- Campeonato Goiano: 1984
- 2º Turno do Campeonato Goiano: 1984
- Turno Final do Campeonato Goiano: 1984

Atlético
- Campeonato Goiano: 1985

LA Aztecs
- NASL - Conferência Ocidental: 1981

## Prêmios individuais
- Artilheiro do Campeonato Goiano: 1985 (24 gols)
- Artilheiro do Goiânia no Campeonato Brasileiro: 1975 (7 gols), 1976 (7 gols), 1977 (9 gols)

## Morte
Bill morreu pobre no dia 22 de setembro de 2002 quando tentava atravessar de bicicleta a BR-153 em Aparecida de Goiânia.